# 1696
Il 1696 (MDCXCVI in numeri romani) è un anno bisestile del XVII secolo.

## Eventi
- Viene fondata a Bristol la prima workhouse, o casa-officina.
- 16 maggio – Ad Amsterdam si tiene la vendita all'asta della collezione d'arte Dessius, nel cui catalogo sono citati e descritti per la prima volta la maggior parte dei dipinti conosciuti di Jan Vermeer.
- 29 agosto – Trattato di Torino: Il duca piemontese Vittorio Amedeo II di Savoia, costretto dagli eventi, passa nell'alleanza francese nell'ambito della Guerra della Grande Alleanza.

### In corso
- Guerra della Grande Alleanza (1688-1697).

## Nati

### Gennaio
- 5 gennaio - Giuseppe Galli da Bibbiena, scenografo e architetto italiano († 1757)
- 8 gennaio - Étienne Parrocel, pittore francese
- 11 gennaio - Federico Guglielmo di Solms-Braunfels, nobile tedesco († 1761)
- 11 gennaio - Giuseppe Maria Ruffo, arcivescovo cattolico italiano († 1754)
- 17 gennaio - Laurent Delvaux, scultore fiammingo († 1778)
- 18 gennaio - Lodovico Calini, cardinale italiano († 1782)
- 22 gennaio - Johann Jacob Brucker, religioso, storico e filosofo tedesco († 1770)
- 22 gennaio - Luis Fernández de Córdoba, cardinale e arcivescovo cattolico spagnolo († 1771)
- 24 gennaio - Troiano Acquaviva d'Aragona, cardinale e arcivescovo cattolico italiano († 1747)

### Febbraio
- 4 febbraio - Marco Foscarini, doge († 1763)
- 5 febbraio - Francesco Rodrigo Moncada, nobile italiano († 1763)
- 10 febbraio - Johann Melchior Molter, compositore e violinista tedesco († 1765)
- 14 febbraio - Paul Landois, drammaturgo, enciclopedista e pittore francese
- 26 febbraio - Carlo De Dominicis, architetto italiano († 1758)
- 26 febbraio - Leonard Schenck, incisore, disegnatore e editore olandese († 1767)
- 29 febbraio - Esprit Antoine Blanchard, musicista e compositore francese († 1770)

### Marzo
- 5 marzo - Giambattista Tiepolo, pittore e incisore italiano († 1770)
- 7 marzo - Lajos Batthyány, politico ungherese († 1765)
- 10 marzo - John Campbell, III conte di Breadalbane e Holland, politico e diplomatico scozzese († 1782)
- 13 marzo - Louis François Armand de Vignerot du Plessis de Richelieu, nobile, militare e diplomatico francese († 1788)
- 18 marzo - Domenico Maria Fratta, pittore e incisore italiano († 1763)
- 27 marzo - Federico Alamanni, vescovo cattolico italiano († 1775)
- 27 marzo - Louis Jouard de La Nauze, gesuita e storico francese († 1773)
- 30 marzo - Giovanni Marchiori, scultore e intagliatore italiano († 1778)
- 31 marzo - Mattia Bortoloni, pittore italiano († 1750)

### Aprile
- 2 aprile - Francesca Cuzzoni, soprano italiano († 1778)
- 6 aprile - Charles Beauclerk, II duca di St. Albans, nobile e politico inglese († 1751)
- 14 aprile - Antonietta Amalia di Brunswick-Wolfenbüttel, principessa tedesca († 1762)
- 21 aprile - Francesco De Mura, pittore italiano († 1782)
- 26 aprile - Michał Fryderyk Czartoryski, principe († 1775)
- 27 aprile - John Lyon, V conte di Strathmore e Kinghorne, nobile scozzese († 1715)
- 30 aprile - Ayşe Sultan, principessa ottomana († 1752)

### Maggio
- 7 maggio - Eleonora Guglielmina di Anhalt-Köthen, nobile tedesco († 1726)
- 16 maggio - Francesca Cristina del Palatinato-Sulzbach, badessa († 1776)
- 21 maggio - Carlotta Sofia di Anhalt-Bernburg, nobile († 1762)
- 22 maggio - Giuseppe di Marsciano, vescovo cattolico italiano († 1754)

### Giugno
- 5 giugno - Pál Forgách, vescovo cattolico ungherese († 1759)
- 5 giugno - Peregrine Hopson, generale e politico britannico († 1759)
- 8 giugno - Federico Augusto di Harrach-Rohrau, politico austriaco († 1749)
- 11 giugno - James Francis Edward Keith, generale scozzese († 1758)
- 18 giugno - Antonio Zanon, imprenditore, agronomo e economista italiano († 1770)
- 23 giugno - Francesco Croce, architetto italiano († 1773)
- 27 giugno - Giovanni Lorenzo Berti, teologo e letterato italiano († 1766)
- 27 giugno - William Pepperrell, condottiero, mercante e politico statunitense († 1759)

### Luglio
- 28 luglio - Jacques Philippe D'Orville, filologo e storico olandese († 1751)

### Agosto
- 2 agosto - Mahmud I, sultano ottomano († 1754)
- 3 agosto - Ferdinando Maria de' Rossi, cardinale e patriarca cattolico italiano († 1775)
- 4 agosto - Cristiano Augusto I di Schleswig-Holstein-Sonderburg-Augustenburg, militare danese († 1754)
- 6 agosto - Johann Gregorius Höroldt, pittore tedesco († 1775)
- 8 agosto - Jean Girard, musicista francese († 1765)
- 9 agosto - Giuseppe Venceslao del Liechtenstein, principe austriaco († 1772)
- 11 agosto - Giuseppe Pozzobonelli, cardinale italiano († 1783)
- 12 agosto - Maurice Greene, compositore e organista inglese († 1755)
- 16 agosto - Marc-Pierre de Voyer de Paulmy d'Argenson, politico francese († 1764)
- 20 agosto - Giosia I di Waldeck-Bergheim, nobile († 1763)
- 26 agosto - Giovanni Battista Tagliasacchi, pittore italiano († 1737)

### Settembre
- 1º settembre - Emine Sultan, principessa ottomana († 1739)
- 7 settembre - Angelo Calogerà, religioso e scrittore italiano († 1766)
- 25 settembre - Marie Anne de Vichy-Chamrond, scrittrice francese († 1780)
- 27 settembre - Alfonso Maria de' Liguori, vescovo cattolico e compositore italiano († 1787)
- 30 settembre - Jean François de La Clue-Sabran, ammiraglio francese († 1764)

### Ottobre
- 3 ottobre - Heinrich von Podewils, politico prussiano († 1760)
- 13 ottobre - Safiye Sultan, principessa ottomana († 1778)
- 13 ottobre - John Hervey, II barone Hervey, nobile, politico e scrittore inglese († 1743)
- 17 ottobre - Augusto III di Polonia, sovrano († 1763)
- 20 ottobre - Luigi di Hohenlohe-Langenburg, nobile tedesco († 1765)
- 21 ottobre - Carlo Luigi di Lorena, nobiluomo francese († 1755)
- 21 ottobre - James FitzJames, II duca di Berwick, nobile, militare e ambasciatore spagnolo († 1738)
- 21 ottobre - John Manners, III duca di Rutland, politico inglese († 1779)
- 22 ottobre - Nicola Perrelli, cardinale italiano († 1772)
- 28 ottobre - Paolo Fontana, architetto italiano († 1765)
- 28 ottobre - Maurizio di Sassonia, generale francese († 1750)
- 31 ottobre - Maria Celeste Crostarosa, religiosa italiana († 1755)

### Novembre
- 1º novembre - Karl Ferdinand von Königsegg-Rothenfels, nobile, politico e diplomatico tedesco († 1759)
- 2 novembre - Luisa Adelaide di Borbone-Conti, nobile francese († 1750)
- 7 novembre - Heinrich von Manteuffel, generale prussiano († 1778)
- 11 novembre - Andrea Zani, compositore e violinista italiano († 1757)
- 12 novembre - Theophilus Hastings, IX conte di Huntingdon, nobile inglese († 1746)
- 16 novembre - Louis Tocqué, pittore francese († 1772)

### Dicembre
- 20 dicembre - Domenico Cattaneo, principe italiano († 1782)
- 22 dicembre - James Edward Oglethorpe, generale e politico inglese († 1785)
- 25 dicembre - Giovanni Ernesto di Sassonia-Weimar, principe e compositore tedesco († 1715)
- 31 dicembre - Martyn Petrovič Španberg, navigatore e esploratore russo († 1761)

### Senza giorno specificato
- Joseph Anton Feuchtmayer, scultore e incisore austriaco († 1770)
- Chaim ibn Attar, rabbino e religioso marocchino († 1743)
- Hobbe Esaias van Aylva, generale olandese († 1772)
- Vakhushti Bagration, geografo, storico e cartografo georgiano († 1757)
- Tommaso Bonazza, scultore e architetto italiano († 1775)
- Samuel e Nathaniel Buck, incisore britannico († 1779)
- Serafino Cerva, storico e religioso dalmata († 1759)
- Carlo Giorgio Clerici, nobile e militare italiano († 1717)
- Giovanni Battista Fattori, scultore italiano († 1776)
- Abram Petrovič Gannibal, generale russo († 1781)
- François Geinoz, religioso e filologo classico svizzero († 1752)
- Stefano Ghirardini, pittore italiano († 1756)
- Pietro Igneo Grossi, predicatore italiano († 1785)
- Henry Home, scrittore, filosofo e avvocato scozzese († 1782)
- Christine Kirch, astronoma tedesca († 1792)
- Giacomo Filippo Landesio, organaro italiano
- Michel Landois, pittore francese († 1726)
- Pierre Migeon IV, ebanista francese († 1758)
- Gregorio Salvini, politico, presbitero e scrittore italiano († 1789)
- James Stuart, II conte di Bute, nobile scozzese († 1723)

## Morti

### Gennaio
- 10 gennaio - Filippo Baldinucci, storico dell'arte, politico e pittore italiano (n. 1625)
- 11 gennaio - Charles Albanel, gesuita, missionario e esploratore francese
- 13 gennaio - Giovanni Cosimo Bonomo, medico italiano (n. 1666)
- 18 gennaio - Francesco Feroni, mercante, politico e funzionario italiano (n. 1614)
- 21 gennaio - Giuseppa Maria di Sant'Agnese, religiosa spagnola (n. 1625)

### Febbraio
- 8 febbraio - Ivan V di Russia, sovrano (n. 1666)
- 19 febbraio - Giovanni Pietro Bellori, scrittore, antiquario e storico dell'arte italiano (n. 1613)

### Marzo
- 12 marzo - Jean de la Vallée, architetto francese (n. 1620)
- 14 marzo - Jean Domat, scrittore francese (n. 1625)
- 17 marzo - Elisabetta d'Orléans, duchessa (n. 1646)
- 25 marzo - Enrico Casimiro II di Nassau-Dietz, nobile (n. 1657)

### Aprile
- 17 aprile - Madame de Sévigné, scrittrice francese (n. 1626)
- 22 aprile - Bonifazio Rangoni, politico italiano (n. 1633)
- 27 aprile - Simon Foucher, filosofo e abate francese (n. 1644)
- 30 aprile - Robert Plot, naturalista britannico (n. 1640)

### Maggio
- 10 maggio - Jean de La Bruyère, scrittore e aforista francese (n. 1645)
- 13 maggio - Anu Khatun, regina mongola (n. 1653)
- 16 maggio - Maria Anna d'Asburgo (n. 1634)
- 17 maggio - Antoine d'Aquin, medico e chirurgo francese (n. 1629)
- 26 maggio - Albertina Agnese d'Orange, nobile olandese (n. 1634)

### Giugno
- 2 giugno - William Herbert, I marchese di Powis, nobile e politico britannico (n. 1626)
- 17 giugno - Giovanni III Sobieski, re (n. 1629)
- 24 giugno - Philip Henry, religioso britannico (n. 1631)
- 26 giugno - José Pérez de Rozas, religioso, storico e diplomatista spagnolo (n. 1640)
- 29 giugno - Michel Lambert, compositore, cantante e liutista francese (n. 1610)

### Luglio
- 25 luglio - Clamor Heinrich Abel, musicista tedesco (n. 1634)
- 28 luglio - Charles Colbert de Croissy, politico e diplomatico francese (n. 1629)

### Agosto
- 4 agosto - Francesco Maria Rini, vescovo cattolico italiano (n. 1624)
- 28 agosto - Hans Adam von Schöning, militare tedesco (n. 1641)

### Settembre
- 1º settembre - Antonio Latini, cuoco italiano (n. 1642)
- 4 settembre - Celestino Sfondrati, cardinale, vescovo cattolico e teologo italiano (n. 1644)
- 9 settembre - Eleonora Erdmuthe di Sassonia-Eisenach, principessa (n. 1662)
- 17 settembre - Daniel Daniélis, compositore belga (n. 1635)
- 23 settembre - Dionisio IV di Costantinopoli, arcivescovo ortodosso greco
- 28 settembre - Maria Teresa d'Asburgo, nobile austriaca (n. 1684)
- 29 settembre - Íñigo Fernández de Velasco, VII duca di Frías, generale e politico spagnolo (n. 1629)

### Ottobre
- 3 ottobre - Prospero Intorcetta, missionario e gesuita italiano (n. 1625)
- 14 ottobre - Dionisio III di Costantinopoli, arcivescovo ortodosso greco (n. 1615)
- 19 ottobre - Johannes von Goes, cardinale e vescovo cattolico austriaco (n. 1612)

### Novembre
- 9 novembre - James Gother, ufficiale inglese
- 26 novembre - Gregório de Matos, poeta e avvocato brasiliano (n. 1636)

### Dicembre
- 4 dicembre - Meishō, imperatore giapponese (n. 1624)
- 8 dicembre - Charles Porter, politico irlandese (n. 1631)
- 13 dicembre - Georg Matthäus Vischer, incisore e cartografo austriaco (n. 1628)
- 20 dicembre - Louise Moillon, pittrice francese (n. 1610)
- 27 dicembre - Domenico Tarugi, cardinale e arcivescovo cattolico italiano (n. 1638)
- 28 dicembre - Miguel de Molinos, presbitero, mistico e scrittore spagnolo (n. 1628)

### Senza giorno specificato
- Gerolamo Aliprandi, stuccatore e scultore italiano
- Giovanni Canale, poeta italiano
- Médard Chouart des Groseilliers, esploratore francese (n. 1618)
- Dirck Helmbreker, pittore e disegnatore olandese
- Filippo Jannelli, pittore italiano (n. 1621)
- Ferdinand van Kessel, pittore olandese (n. 1647)
- Gabriel Le Duc, architetto francese
- Ferdinando Leopoldo Del Migliore, storico, letterato e falsario italiano (n. 1628)
- Murad Giray (n. 1627)
- Giovanni Camillo Peresio, poeta italiano (n. 1628)
- Franz Pfyffer von Altishofen, ufficiale svizzero (n. 1623)
- Domenico Piro, poeta italiano (n. 1660)
- Wacław Potocki, poeta e scrittore polacco (n. 1621)
- Jean Richer, astronomo francese (n. 1630)
- Paul van Somer II, incisore e disegnatore olandese (n. 1649)
- Emilio Taruffi, pittore italiano (n. 1633)
- Tenzin Rabgye, sovrano bhutanese (n. 1638)
- Tian Thala, sovrano laotiano
- Jacobus Tollius, letterato olandese (n. 1633)
- Carlos de Grunenbergh, ingegnere militare e architetto tedesco

## Calendario
| Calendario 1696 | Calendario 1696 | Calendario 1696 | Calendario 1696 | Calendario 1696 | Calendario 1696 | Calendario 1696 | Calendario 1696 | Calendario 1696 | Calendario 1696 | Calendario 1696 | Calendario 1696 | Calendario 1696 | Calendario 1696 | Calendario 1696 | Calendario 1696 | Calendario 1696 | Calendario 1696 | Calendario 1696 | Calendario 1696 | Calendario 1696 | Calendario 1696 | Calendario 1696 | Calendario 1696 | Calendario 1696 | Calendario 1696 | Calendario 1696 | Calendario 1696 | Calendario 1696 | Calendario 1696 | Calendario 1696 | Calendario 1696 | Calendario 1696 |
| --------------- | --------------- | --------------- | --------------- | --------------- | --------------- | --------------- | --------------- | --------------- | --------------- | --------------- | --------------- | --------------- | --------------- | --------------- | --------------- | --------------- | --------------- | --------------- | --------------- | --------------- | --------------- | --------------- | --------------- | --------------- | --------------- | --------------- | --------------- | --------------- | --------------- | --------------- | --------------- | --------------- |
|                 | 1               | 2               | 3               | 4               | 5               | 6               | 7               | 8               | 9               | 10              | 11              | 12              | 13              | 14              | 15              | 16              | 17              | 18              | 19              | 20              | 21              | 22              | 23              | 24              | 25              | 26              | 27              | 28              | 29              | 30              | 31              |                 |
| Gennaio         | Do              | Lu              | Ma              | Me              | Gi              | Ve              | Sa              | Do              | Lu              | Ma              | Me              | Gi              | Ve              | Sa              | Do              | Lu              | Ma              | Me              | Gi              | Ve              | Sa              | Do              | Lu              | Ma              | Me              | Gi              | Ve              | Sa              | Do              | Lu              | Ma              |                 |
| Febbraio        | Me              | Gi              | Ve              | Sa              | Do              | Lu              | Ma              | Me              | Gi              | Ve              | Sa              | Do              | Lu              | Ma              | Me              | Gi              | Ve              | Sa              | Do              | Lu              | Ma              | Me              | Gi              | Ve              | Sa              | Do              | Lu              | Ma              | Me              |                 |                 |                 |
| Marzo           | Gi              | Ve              | Sa              | Do              | Lu              | Ma              | Me              | Gi              | Ve              | Sa              | Do              | Lu              | Ma              | Me              | Gi              | Ve              | Sa              | Do              | Lu              | Ma              | Me              | Gi              | Ve              | Sa              | Do              | Lu              | Ma              | Me              | Gi              | Ve              | Sa              |                 |
| Aprile          | Do              | Lu              | Ma              | Me              | Gi              | Ve              | Sa              | Do              | Lu              | Ma              | Me              | Gi              | Ve              | Sa              | Do              | Lu              | Ma              | Me              | Gi              | Ve              | Sa              | Do              | Lu              | Ma              | Me              | Gi              | Ve              | Sa              | Do              | Lu              |                 |                 |
| Maggio          | Ma              | Me              | Gi              | Ve              | Sa              | Do              | Lu              | Ma              | Me              | Gi              | Ve              | Sa              | Do              | Lu              | Ma              | Me              | Gi              | Ve              | Sa              | Do              | Lu              | Ma              | Me              | Gi              | Ve              | Sa              | Do              | Lu              | Ma              | Me              | Gi              |                 |
| Giugno          | Ve              | Sa              | Do              | Lu              | Ma              | Me              | Gi              | Ve              | Sa              | Do              | Lu              | Ma              | Me              | Gi              | Ve              | Sa              | Do              | Lu              | Ma              | Me              | Gi              | Ve              | Sa              | Do              | Lu              | Ma              | Me              | Gi              | Ve              | Sa              |                 |                 |
| Luglio          | Do              | Lu              | Ma              | Me              | Gi              | Ve              | Sa              | Do              | Lu              | Ma              | Me              | Gi              | Ve              | Sa              | Do              | Lu              | Ma              | Me              | Gi              | Ve              | Sa              | Do              | Lu              | Ma              | Me              | Gi              | Ve              | Sa              | Do              | Lu              | Ma              |                 |
| Agosto          | Me              | Gi              | Ve              | Sa              | Do              | Lu              | Ma              | Me              | Gi              | Ve              | Sa              | Do              | Lu              | Ma              | Me              | Gi              | Ve              | Sa              | Do              | Lu              | Ma              | Me              | Gi              | Ve              | Sa              | Do              | Lu              | Ma              | Me              | Gi              | Ve              |                 |
| Settembre       | Sa              | Do              | Lu              | Ma              | Me              | Gi              | Ve              | Sa              | Do              | Lu              | Ma              | Me              | Gi              | Ve              | Sa              | Do              | Lu              | Ma              | Me              | Gi              | Ve              | Sa              | Do              | Lu              | Ma              | Me              | Gi              | Ve              | Sa              | Do              |                 |                 |
| Ottobre         | Lu              | Ma              | Me              | Gi              | Ve              | Sa              | Do              | Lu              | Ma              | Me              | Gi              | Ve              | Sa              | Do              | Lu              | Ma              | Me              | Gi              | Ve              | Sa              | Do              | Lu              | Ma              | Me              | Gi              | Ve              | Sa              | Do              | Lu              | Ma              | Me              |                 |
| Novembre        | Gi              | Ve              | Sa              | Do              | Lu              | Ma              | Me              | Gi              | Ve              | Sa              | Do              | Lu              | Ma              | Me              | Gi              | Ve              | Sa              | Do              | Lu              | Ma              | Me              | Gi              | Ve              | Sa              | Do              | Lu              | Ma              | Me              | Gi              | Ve              |                 |                 |
| Dicembre        | Sa              | Do              | Lu              | Ma              | Me              | Gi              | Ve              | Sa              | Do              | Lu              | Ma              | Me              | Gi              | Ve              | Sa              | Do              | Lu              | Ma              | Me              | Gi              | Ve              | Sa              | Do              | Lu              | Ma              | Me              | Gi              | Ve              | Sa              | Do              | Lu              |                 |